# Jean-Marc Guillou
Jean-Marc Guillou (Bouaye, 20 dicembre 1945) è un allenatore di calcio ed ex calciatore francese, di ruolo centrocampista.

## Caratteristiche tecniche

### Giocatore
Era un centrocampista centrale.

## Carriera

### Giocatore
Formatosi nelle giovanili dell'Angers, cominciò a giocare in prima squadra dalla stagione 1966-1967. Firmò il suo primo contratto da professionista all'età di 25 anni, nel 1969, dopo una stagione in cui la sua squadra aveva vinto il campionato di Division 2 segnando 128 reti in 40 partite (record tuttora ineguagliato in Francia).
Ricevette la sua prima convocazione in Nazionale il 23 marzo 1974, all'età di 29 anni. L'anno successivo vinse il titolo di miglior giocatore francese e venne acquistato dal Nizza, con cui terminò il campionato al secondo posto. Partecipò al campionato del mondo 1978 in Argentina, poi negli ultimi anni di carriera si dedicò alla doppia attività di calciatore ed allenatore.

### Allenatore
Dopo il ritiro continuò ad allenare per alcuni anni, lanciando come suo secondo un allora sconosciuto Arsène Wenger, poi passò a ruoli dirigenziali diventando presidente del Mulhouse nel 1990. Nel 1993 si trasferì ad Abidjan dove fondò una scuola calcio giovanile, e divenne allenatore e direttore tecnico dell'ASEC Mimosas. In Costa d'Avorio allenò anche la nazionale.

## Palmarès

### Giocatore

#### Club
- Division 2: 1

Angers SC: 1968-1969

#### Individuale
- Calciatore francese dell'anno: 1

1975

### Allenatore

#### Competizioni nazionali
- Campionato ivoriano: 6

ASEC Mimosas: 1993, 1994, 1995, 1997, 1998, 2000
- Coppa della Costa d'Avorio: 3

ASEC Mimosas: 1995, 1997, 1999

#### Competizioni internazionali
- CAF Champions League: 1

ASEC Mimosas: 1998
- Supercoppa CAF: 1

ASEC Mimosas: 1999